# 有渡郡
- 令制国一覧 > 東海道 > 駿河国 > 有渡郡
- 日本 > 中部地方 > 静岡県 > 有渡郡

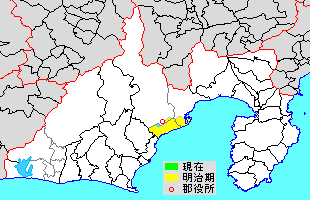
静岡県有渡郡の範囲

有渡郡（うどのこおり・うどぐん）は、静岡県（駿河国）にあった郡。

## 郡域
1879年（明治12年）に行政区画として発足した当時の郡域は、現在の行政区画では概ね以下の区域にあたる。
- 静岡市（静岡駅周辺の住居表示実施地区、概ね現在の駒形小学校区の境界線は不詳）
  - 駿河区の大部分
  - 清水区の一部（巴川以南および巴川以北のうち新清水駅付近以南）
  - 葵区の一部（春日・柚木・宮前町・長沼・古庄）

## 歴史

### 近代以降の沿革
- 「旧高旧領取調帳」に記載されている明治初年時点での支配は以下の通り。●は村内に寺社領が、○は寺社等の除地（領主から年貢免除の特権を与えられた土地）が存在。（5町1宿99村）

- 1868年（慶応4年）
  - 5月24日 - 徳川宗家が駿河府中藩に転封。それにともない遠江・駿河・伊豆国内で領地替えが行われ、岩村藩領が美濃国土岐郡に転封、幕府領・旗本領が消滅。
  - 7月13日 - 小島藩が上総金ヶ崎藩に転封。
  - 以上の変更により、全域が府中藩の管轄となる。
- 明治初年 - 吉川村の一部より吉川村新田が、清水町・村松村の各一部より清水村松地先新田が起立。（5町1宿100村）
- 1869年（明治2年）8月7日 - 府中藩が静岡藩に改称。それにともない駿府城下が静岡城下に、伝馬町が静岡宿に改称。（4町2宿100村）
- 1871年（明治4年）7月14日 - 廃藩置県により静岡県の管轄となる。
- 1872年（明治5年）（5町1宿99村）
  - 静岡城下各町と静岡宿が静岡を冠称。
  - このころまでに小鹿村新田が小鹿村に合併。
- 1873年（明治6年）（5町1宿94村）
  - 宮一色村・加茂村・三沢村が合併して宮加三村となる。
  - 三町原村が長崎新田に、一里山村が草薙村に、別府村が駒越村に合併。
- 1874年（明治7年） - 追分村・上野原村が入江町に合併。（5町1宿92村）
- 1876年（明治9年）（5町1宿88村）
  - 寺家村・上島村が合併して中田村となる。
  - 三保新田が三保村に、小田村が草薙村に、吉川村新田が吉川村に合併。
- 1877年（明治10年）（5町1宿88村）
  - 南長沼村が安倍郡北長沼村と合併して有渡郡長沼村となる。
  - 沓谷村・上足洗村・下足洗村が安倍郡静岡明屋敷の一部（銭座町）を編入。
- 1879年（明治12年）3月12日 - 郡区町村編制法の静岡県での施行により行政区画としての有渡郡が発足。「安倍有渡郡役所」を静岡追手町に設置し、安倍郡とともに管轄。
- 1888年（明治21年） - 松井新田が清水町に合併。（5町1宿87村）

### 町村制以降の沿革
- 1889年（明治22年）4月1日

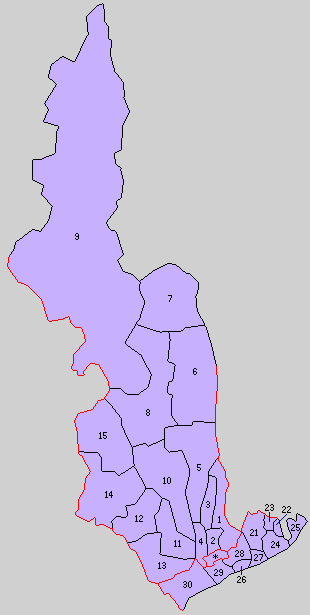
21.有度村 22.清水町 23.入江町 24.不二見村 25.三保村 26.大谷村 27.久能村 28.豊田村 29.大里村 30.長田村（紫：静岡市 1 - 15は安倍郡）

  - 市制の施行により静岡市が発足。静岡城下（安倍郡に属する地域も含む）、静岡静岡宿および南安東村の一部が市域となり郡より離脱。（4町1宿87村）
  - 町村制の施行により、以下の町村が発足。全域が現・静岡市。（2町8村）
    - 有度村 ← 吉川村、長崎村、長崎新田、堀込村、北脇村、北脇新田、渋川村、上原村、半左衛門新田、楠村、楠新田、七ツ新屋村、七ツ新屋新田、今泉村［大部分］、有東坂村［大部分］、草薙村、馬走村、中吉田村、谷田村、中之郷村、平沢村、船越村［一部］
    - 清水町 ← 清水町、庵原郡清水町受新田、入江町請新田
    - 入江町 ← 入江町、元追分村、上清水村
    - 不二見村 ← 南矢部村、村松村、駒越村、下清水村、清水村松地先新田、宮加三村、船越村［大部分］、北矢部村、蛇塚村、増村、有東坂村［一部］、今泉村［一部］
    - 三保村 ← 三保村、折戸村
    - 大谷村（大谷村が単独村制）
    - 久能村 ← 西平松村、中平松村、古宿村、根古屋村、青沢村、安居村
    - 豊田村 ← 南安東村、曲金村、小黒村、柚木村、八幡村、小鹿村、聖一色村、池田村、古庄村［大部分］、長沼村、国吉田村、栗原村、有東村、石田村［一部］、安倍郡上土新田［一部］、川合村［一部］
    - 大里村 ← 高松三ヶ村、川辺村、西島村、中田村、安倍川村、中野新田、中村、石田村［大部分］、西脇村、馬淵村、下島村、中島村、稲川村、見瀬村、中原村、弥勒町
    - 長田村 ← 広野村、青木村、大和田新田、石部村、用宗村、小坂村、上川原新田、東新田、下川原新田、丸子宿、鎌田村、寺田村、丸子新田、宇津ノ谷村、手越原村、安倍郡手越村、向敷地村
    - 沓谷村・下足洗村・下足洗新田・上足洗村・静岡銭座町・古庄村［一部］が安倍郡千代田村の一部となる。
- 1896年（明治29年）4月1日 - 郡制の施行のため、安倍郡・有渡郡の区域をもって、改めて安倍郡を設置。同日有渡郡廃止。

## 行政
安倍・有渡郡長
| 代 | 氏名 | 就任年月日                | 退任年月日                | 備考                           |
| -- | ---- | ------------------------- | ------------------------- | ------------------------------ |
| 1  |      | 明治12年（1879年）3月12日 |                           |                                |
|    |      |                           | 明治29年（1896年）3月31日 | 安倍郡との合併により有渡郡廃止 |